# کائوسته
کائوسته (به لاتین: Kauste) یک منطقهٔ مسکونی در استونی است که در شهرستان هیو واقع شده‌است.